# 5492 Тома
5492 Тома (5492 Thoma) — астероїд головного поясу, відкритий 26 березня 1971 року.
Тіссеранів параметр щодо Юпітера — 3,251.